# Julianna Awdiejewa

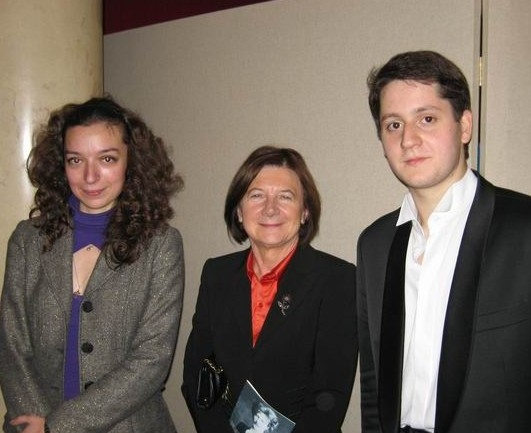
Julianna Awdiejewa, Maria Kaczyńska i Nikita Mndojanc po VII Międzynarodowym Konkursie Pianistycznym (2007)

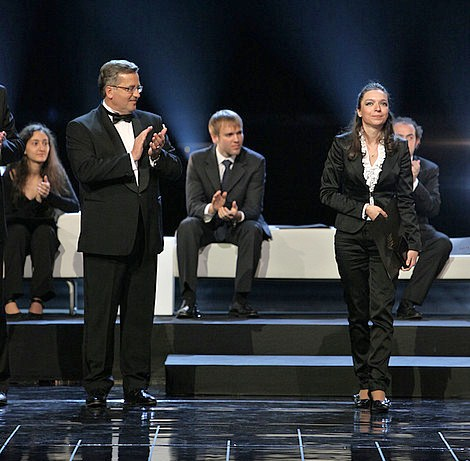
Julianna Awdiejewa i prezydent Bronisław Komorowski podczas koncertu laureatów XVI Międzynarodowego Konkursu Pianistycznego im. F. Chopina (2010)

Julianna Andriejewna Awdiejewa (ros. Юлианна Андреевна Авдеева, ur. 3 lipca 1985 w Moskwie) – rosyjska pianistka, zwyciężczyni między innymi XVI Konkursu Chopinowskiego w 2010 i V Konkursu Arthura Rubinsteina w 2002.

## Życiorys
Naukę muzyki rozpoczęła w wieku pięciu lat w Szkole Muzycznej im. Gniesinych pod kierunkiem Jeleny Iwanowej. W 2010 studiowała w Rosyjskiej Akademii Muzyki im. Gniesinych w klasie prof. Władimira Troppa, i kształciła się w Hochschule für Musik und Theater w Zurychu.
W 2002 zwyciężyła w V Międzynarodowym Konkursie Młodych Pianistów „Arthur Rubinstein in memoriam” (II miejsce zajął wówczas Rafał Blechacz).
W 2010 otrzymała I nagrodę na XVI Międzynarodowym Konkursie Pianistycznym im. Fryderyka Chopina oraz nagrodę Krystiana Zimermana za najlepsze wykonanie sonaty.

## Nagrody i wyróżnienia
- XVI Międzynarodowy Konkurs Pianistyczny im. Fryderyka Chopina w Warszawie (2010) – I miejsce oraz nagroda Krystiana Zimermana za najlepsze wykonanie sonaty
- VII Międzynarodowy Konkurs Pianistyczny im. Ignacego Jana Paderewskiego w Bydgoszczy (2007) – II miejsce[5]
- Międzynarodowy Konkurs Muzyczny w Genewie (2006) – II miejsce (I nagroda nie została przyznana)
- Fifteenth 'Citta di Cantù' International Competition for Piano and Orchestra w Cantù (2005) – II miejsce
- Kurt Leimer Piano Competition w Zurychu (2005) – III miejsce
- Bremen Piano Competition in Germany w Bremie (2003) – II miejsce
- Fourth Spanish Composers International Piano Competition w Madrycie (2003) – II miejsce
- Twelfth A. M. A. Calabria International Piano Competition w Lamezia Terme (2002) – I miejsce
- V Międzynarodowy Konkurs Młodych Pianistów „Arthur Rubinstein in memoriam” w Bydgoszczy (2002) – I miejsce
- First All-Russia Open Competition w Moskwie (2000) – Grand Prix
- Carl Czerny Young Pianists Competition w Pradze (1997) – I miejsce